# ذفرة لزجة
ذفرة لزجة (الاسم العلمي:Cleome viscosa) هي نوع من النباتات تتبع جنس الذفرة من الفصيلة الذفرية.